# Marta Lempartová
Marta Mirosława Lempartová (* 1979 Lwówek Śląski) je polská advokátka, manažerka a aktivistka, zakladatelka organizace Celopolská stávka žen (Ogólnopolski Strajk Kobiet), která v Polsku od roku 2016 a ve větší míře od října 2020 pořádá protesty proti zákazu interrupcí z důvodu vývojových vad plodu. Pro svou činnost byla několikrát zadržena. V únoru 2021 byla obžalována z urážky policisty, neoprávněného užití megafonu, schvalování protestů v kostelech a organizování protestů během pandemie covidu-19. V roce 2018 neúspěšně kandidovala na starostku Vratislavi a v roce 2019 do Evropského parlamentu za stranu Wiosna. Je lesba a účastní se průvodů hrdosti.